# Rodrigo Beenkens

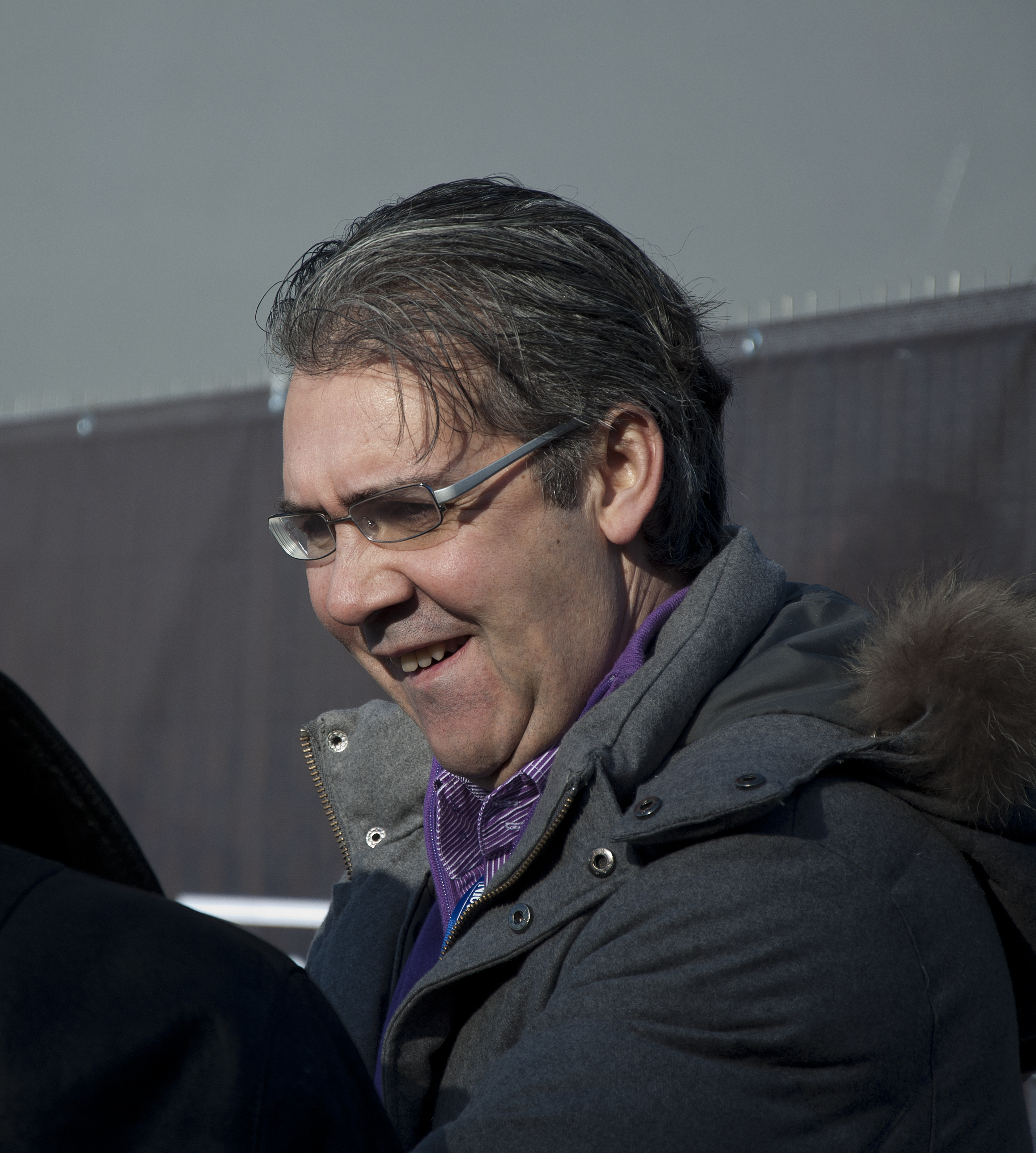
Rodrigo Beenkens bij de start van de Omloop Het Nieuwsblad 2012

Rodrigo Beenkens (Sint-Lambrechts-Woluwe, 9 september 1963) is een Belgische sportjournalist. Hij is vooral als voetbal- en wielercommentator actief bij de Franstalige openbare televisieomroep RTBF.
Beenkens maakte na zijn studies een eindverhandeling over de bekende Belgische sportjournalist Luc Varenne. Bij de RTBF debuteerde hij op 21 maart 1988, waar hij begon met het maken van samenvattingen van Spaans voetbal. Op de Olympische Spelen van 1988 kreeg hij voor het eerst de kans als commentator te werken, maar hij moest zich tevreden stellen met disciplines waar andere journalisten weinig zin in hadden; zo begon hij met de competitie gewichtheffen.
In 2008 won hij voor het derde jaar op de rij de prijs "Moustique d'Or" van het magazine Télémoustique voor beste sportjournalist.